# FFH-Gebiet Dünen bei Kattbek
Das FFH-Gebiet Dünen bei Kattbek ist ein NATURA 2000-Schutzgebiet in Schleswig-Holstein im Kreis Rendsburg-Eckernförde in der atlantischen biogeografischen Region und in der Naturräumlichen Haupteinheit Schleswig-Holsteinische Geest.
Es besteht aus zwei räumlich voneinander getrennten Teilgebieten, siehe Diagramm 1. Es hat eine Gesamtfläche von 152 ha. Die größte Ausdehnung liegt in Nordwestrichtung und beträgt 4,1 km. Das nördliche Teilgebiet heißt Altenkattbek, das südliche Kattsheide. Beide Teilgebiete liegen nordöstlich der Landesstraße L 328 zwischen dem Ortsteil Altenkattbek der Gemeinde Jevenstedt im Norden und dem Ortsteil Brammerau der Gemeinde Brammer im Süden. Die höchste Erhebung mit 22 m über NN liegt an der Südspitze des Teilgebietes Kattsheide, der niedrigste Bereich mit 8 m über NN am Nordrand des Teilgebietes Altenkattbek im Tal der Jevenau. Fast die Hälfte der Fläche besteht aus Nadelwald und knapp ein Drittel aus Heiden und Gestrüpp, siehe Diagramm 2. Die Nadelwaldbestände befinden sich zum überwiegenden Teil im Teilgebiet Kattsheide. Das FFH-Gebiet ist dort nur ein Teil eines größeren Nadelforstes und weiterer Waldgebiete, wie die Nienkattbeker Schweiz im Westen. Die Heiden und Moore befinden sich vornehmlich im Teilgebiet Altenkattbek. Die Wälder im Teilgebiet Kattsheide stellen keinen historischen Waldstandort dar. Auf der Karte der preußischen Landaufnahme von 1879 war die Kattsheide fast unbewaldet. Im nördlichen Teilgebiet Altenkattbek finden sich auf der Karte von 1879 Moore mit mehreren Torfstichen.

## FFH-Gebietsgeschichte und Naturschutzumgebung
Der NATURA 2000-Standard-Datenbogen (SDB) für dieses FFH-Gebiet wurde im Juni 2004 vom Landesamt für Landwirtschaft, Umwelt und ländliche Räume (LLUR) des Landes Schleswig-Holstein erstellt, im September 2004 als Gebiet von gemeinschaftlicher Bedeutung (GGB) vorgeschlagen, im November 2007 von der EU als GGB bestätigt und im Januar 2010 national nach § 32 Absatz 2 bis 4 BNatSchG in Verbindung mit § 23 LNatSchG als besonderes Erhaltungsgebiet (BEG) bestätigt. Der SDB wurde zuletzt im Mai 2017 aktualisiert. Der Managementplan für das FFH-Gebiet wurde im Dezember 2009 veröffentlicht.
Mit der Gebietsbetreuung des FFH-Gebietes Dünen bei Kattbek und Umgebung gem. § 20 LNatSchG wurde durch das LLUR noch keine Institution beauftragt.
Es wurden vom LLUR für das FFH-Gebiet weder BIS-Tafeln an den Zugängen oder im Gebiet aufgestellt, noch wurde ein BIS-Faltblatt herausgegeben, das die Besucher über die Besonderheiten des FFH-Gebietes aufklärt.
Das Teilgebiet Kattsheide überschneidet sich in weiten Teilen mit dem am 23. Februar 1938 eingerichtetem Landschaftsschutzgebiet Sandergebiet westlich von Brammerau. Es ist ebenfalls Teil des Naturparks Aukrug.

## FFH-Erhaltungsgegenstand
Laut Standard-Datenbogen vom Mai 2017 sind folgende FFH-Lebensraumtypen für das Gesamtgebiet als FFH-Erhaltungsgegenstände mit den entsprechenden Beurteilungen zum Erhaltungszustand der Umweltbehörde der Europäischen Union gemeldet worden (Gebräuchliche Kurzbezeichnung (BfN)):
FFH-Lebensraumtypen nach Anhang I der EU-Richtlinie:
- 2310 Sandheiden mit Besenheide und Ginster auf Binnendünen (Gesamtbeurteilung B)[15]
- 2330 Offene Grasflächen mit Silbergras und Straußgras auf Binnendünen (Gesamtbeurteilung B)[16]
- 4010 Feuchte Heiden mit Glockenheide (Gesamtbeurteilung C)[17]
- 6230* Artenreiche Borstgrasrasen (Gesamtbeurteilung B)[18]
- 7140 Übergangs- und Schwingrasenmoore (Gesamtbeurteilung C)[19]
- 9190 Alte bodensaure Eichenwälder auf Sandebenen mit Stieleiche (Gesamtbeurteilung C)[20]
- 91D0* Moorwälder (Gesamtbeurteilung C)[21]

Knapp ein Drittel der FFH-Gebietsfläche ist mit FFH-Lebensraumtypen ausgewiesen, Den größten Anteil nimmt der LRT 9190 Alte bodensaure Eichenwälder auf Sandebenen mit Stieleiche, gefolgt vom LRT 7140 Übergangs- und Schwingrasenmoore ein, siehe auch Diagramm 4. Die Eichenwälder sind in beiden Teilgebieten etwa gleich häufig vertreten, wohingegen die Übergangsmoore fast ausschließlich im nördlichen Teilgebiet Altenkattbek zu finden sind.

## FFH-Erhaltungsziele
Aus den oben aufgeführten FFH-Erhaltungsgegenständen werden als FFH-Erhaltungsziele von besonderer Bedeutung die Erhaltung folgender Lebensraumtypen und Arten im FFH-Gebiet vom Ministerium für Energiewende, Landwirtschaft, Umwelt und ländliche Räume des Landes Schleswig-Holstein erklärt:
- 2310 Sandheiden mit Besenheide und Ginster auf Binnendünen
- 2330 Offene Grasflächen mit Silbergras und Straußgras auf Binnendünen
- 4010 Feuchte Heiden mit Glockenheide
- 6230* Artenreiche Borstgrasrasen
- 91D0* Moorwälder

Aus den oben aufgeführten FFH-Erhaltungsgegenständen werden als FFH-Erhaltungsziele von Bedeutung die Erhaltung folgender Lebensraumtypen und Arten im FFH-Gebiet vom Ministerium für Energiewende, Landwirtschaft, Umwelt und ländliche Räume des Landes Schleswig-Holstein erklärt:
- 7140 Übergangs- und Schwingrasenmoore
- 9190 Alte bodensaure Eichenwälder auf Sandebenen mit Stieleiche

## FFH-Analyse und Bewertung
Das Kapitel FFH-Analyse und Bewertung im Managementplan beschäftigt sich unter anderem mit den aktuellen Gegebenheiten des FFH-Gebietes und den Hindernissen bei der Erhaltung und Weiterentwicklung der FFH-Lebensraumtypen. Die Ergebnisse fließen in den FFH-Maßnahmenkatalog ein.
Nur ein Achtel der LRT-Flächen haben im Standard-Datenbogen eine gute Gesamtbeurteilung zugesprochen bekommen, siehe Diagramm 5. Nur die über das Gesamtgebiet verteilten offenen Heide- und Grasflächen haben eine gute Bewertung bescheinigt bekommen.
Das FFH-Gebiet befindet sich bis auf die Straßen im Besitz von 15 Privateigentümern. Der größte Eigentümer ist das Gut Brammer, siehe Diagramm 3.
Die Auswertung der aktuellen Biotopkartierung des Landes Schleswig-Holstein ergibt mit Stand 13. Dezember 2021 eine um 3,27 ha geringere FFH-Lebensraumfläche im Gesamtgebiet, als im aktuellen SDB vom Mai 2017 an die Umweltagentur der EU gemeldet, siehe auch die Tabellen 1 und 2.

### Teilgebiet Altenkattbek
Das Teilgebiet Altenkattbek hat eine Größe von 60,5 ha und ist überwiegend mit Laubwald bedeckt. Es ist im Besitz von mehreren Privateigentümern. Das Teilgebiet fällt nach Norden leicht ab und entwässert dort über zwei Ø 30 cm starke Rohrleitungen des Wasser- und Bodenverbandes Bokeler Au die davor liegenden Wiesen und intensiv genutzten Äcker in das Fließgewässer Jevenau.
Im Süden des Teilgebietes grenzen intensiv genutzte Äcker an das FFH-Gebiet, wo weitestgehend Mais für die nahe Biogasanlage des Gutes Brammer erzeugt wird. Auch dort entwässert das FFH-Gebiet über die Drainagesysteme der Äcker abwechselnd über Entwässerungsgräben oder Ø 50 cm starke Rohrleitungen in die Jevenau. Dies hat zu einer Austrocknung der ehemaligen Hochmoorbereiche im Teilgebiet geführt. Im Gegensatz zu den Angaben im Managementplan wird in der aktuellen Biotopkartierung und dem SDB für die Meldung an die EU nicht mehr der LRT 7120 Renaturierungsfähige degradierte Hochmoore verwendet, sondern der LRT 7140 Übergangs- und Schwingrasenmoore. Damit wird nicht mehr mit einer Wiederherstellbarkeit der Hochmoore in diesem Teilgebiet gerechnet.
Der Schutzstatus der Flächen des Teilgebietes Altenkattbek stellt sich mit Stand 13. Dezember 2021 wie folgt dar:
Knapp die Hälfte der Flächen hat sowohl den Schutzstatus für Natura 2000-Gebiete als FFH-Lebensraumtyp als auch gleichzeitig den eines gesetzlich geschützten Biotopes nach der Biotopverordnung des Landes Schleswig-Holstein vom 13. Mai 2019. Knapp ein weiteres Sechstel der Fläche hat den Status eines gesetzlich geschützten Biotops. Ein gutes Drittel der Fläche unterliegt keinem gesonderten Schutz, siehe auch Diagramm 6.
Tabelle 1: FFH-Lebensraumtypen (LRT) und gesetzlich geschützte Biotoptypen im Teilgebiet Altenkattbek (Stand: 13. Dezember 2021)
| Biotopnummer   | Schutzstatus                   | Bezeichnung                                                           | Fläche [m²] | LRT- Erhaltungs- zustand | Kartierdatum  |
| -------------- | ------------------------------ | --------------------------------------------------------------------- | ----------- | ------------------------ | ------------- |
| 325466008-0401 | FFH-LRT und ges. gesch. Biotop | 9190 Alte bodensaure Eichenwälder auf Sandebenen mit Stieleiche       | 133254      | C                        | 28. Juli 2017 |
| 325466008-0415 | FFH-LRT und ges. gesch. Biotop | 91D0 Moorwälder                                                       | 15702       | B                        | 30. Juli 2017 |
| 325466008-0402 | FFH-LRT und ges. gesch. Biotop | 7140 Übergangs- und Schwingrasenmoore                                 | 60712       | B                        | 28. Juli 2017 |
| 325466008-0405 | FFH-LRT und ges. gesch. Biotop | 7140 Übergangs- und Schwingrasenmoore                                 | 12698       | B                        | 28. Juli 2017 |
| 325466008-0406 | FFH-LRT und ges. gesch. Biotop | 7140 Übergangs- und Schwingrasenmoore                                 | 9920        | B                        | 28. Juli 2017 |
| 325466008-0417 | FFH-LRT und ges. gesch. Biotop | 7140 Übergangs- und Schwingrasenmoore                                 | 4543        | C                        | 30. Juli 2017 |
| 325466008-0408 | FFH-LRT und ges. gesch. Biotop | 7140 Übergangs- und Schwingrasenmoore                                 | 460         | B                        | 28. Juli 2017 |
| 325466008-0411 | FFH-LRT und ges. gesch. Biotop | 2310 Sandheiden mit Besenheide und Ginster auf Binnendünen            | 1579        | B                        | 28. Juli 2017 |
| 325466008-0404 | FFH-LRT und ges. gesch. Biotop | 2330 Offene Grasflächen mit Silbergras und Straußgras auf Binnendünen | 26943       | C                        | 28. Juli 2017 |
| 325466008-0416 | FFH-LRT und ges. gesch. Biotop | 2330 Offene Grasflächen mit Silbergras und Straußgras auf Binnendünen | 5379        | C                        | 30. Juli 2017 |
| 325466008-0429 | FFH-LRT und ges. gesch. Biotop | 4010 Feuchte Heiden mit Glockenheide                                  | 412         | B                        | 28. Juli 2017 |
| 325466008-0414 | FFH-LRT und ges. gesch. Biotop | 6230 Artenreiche Borstgrasrasen                                       | 3003        | C                        | 28. Juli 2017 |
| 325466008-0418 | FFH-LRT und ges. gesch. Biotop | 6410 Pfeifengraswiesen                                                | 5483        | C                        | 30. Juli 2017 |
| 325466008-0419 | FFH-LRT und ges. gesch. Biotop | 3150 Dystrophe Stillgewässer                                          | 175         | C                        | 31. Juli 2017 |
| 325466008-0413 | FFH-LRT und ges. gesch. Biotop | 3160 Fließgewässer mit flutender Wasservegetation                     | 296         | C                        | 28. Juli 2017 |
| 325466008-0412 | FFH-LRT und ges. gesch. Biotop | 3160 Fließgewässer mit flutender Wasservegetation                     | 244         | B                        | 28. Juli 2017 |
| 325466008-0407 | FFH-LRT und ges. gesch. Biotop | 3160 Fließgewässer mit flutender Wasservegetation                     | 222         | k. A.                    | 28. Juli 2017 |
| 325466008-0410 | FFH-LRT und ges. gesch. Biotop | 3160 Fließgewässer mit flutender Wasservegetation                     | 174         | C                        | 28. Juli 2017 |
| 325466008-0403 | ges. gesch. Biotop             | MDb Trockener sekundärer Moorwald                                     | 88790       |                          | 28. Juli 2017 |
| 325466008-0420 | ges. gesch. Biotop             | WBw Weiden-Bruchwald                                                  | 9539        |                          | 31. Juli 2017 |
| 325446008-0415 | ges. gesch. Biotop             | WBw Weiden-Bruchwald                                                  | 5202        |                          | 28. Juli 2017 |
| 325446008-0414 | ges. gesch. Biotop             | NSc Sumpfreitgras-Sumpf                                               | 1283        |                          | 28. Juli 2017 |
| 325466008-0409 | ges. gesch. Biotop             | NSj Binsen- und Simsenried                                            | 1272        |                          | 28. Juli 2017 |
| 325446008-0413 | ges. gesch. Biotop             | NSr Staudensumpf                                                      | 1041        |                          | 28. Juli 2017 |

### Teilgebiet Kattsheide
Das Teilgebiet hat eine Größe von 91,5 ha und ist überwiegend mit Nadelwald bedeckt. Es ist fast vollständig im Besitz des Gutes Brammer.
Der Schutzstatus der Flächen des Teilgebietes Kattsheide stellt sich mit Stand 13. Dezember 2021 wie folgt dar:
Ein Neuntel der Flächen hat sowohl den Schutzstatus für Natura 2000-Gebiete als FFH-Lebensraumtyp, als auch gleichzeitig den eines gesetzlich geschützten Biotopes nach der Biotopverordnung des Landes Schleswig-Holstein vom 13. Mai 2019. Gut die Hälfte der Fläche hat den Status eines gesetzlich geschützten Biotops. Ein knappes Drittel der Fläche unterliegt keinem gesonderten Schutz, siehe auch Diagramm 7. Vier Prozent der Fläche hat nur den Status eines FFH-LRT. Es handelt sich hier ausschließlich um einen Teil der Eichen-Wälder auf den Dünen am Südostrand des Teilgebietes.
Tabelle 2: FFH-Lebensraumtypen (LRT) und gesetzlich geschützte Biotoptypen im Teilgebiet Kattsheide (Stand: 13. Dezember 2021)
| Biotopnummer   | Schutzstatus                   | Bezeichnung                                                           | Fläche [m²] | LRT- Erhaltungs- zustand | Kartierdatum    |
| -------------- | ------------------------------ | --------------------------------------------------------------------- | ----------- | ------------------------ | --------------- |
| 325486006-0403 | FFH-LRT und ges. gesch. Biotop | 2310 Sandheiden mit Besenheide und Ginster auf Binnendünen            | 33.497      | A                        | 4. Juli 2019    |
| 325486008-0417 | FFH-LRT und ges. gesch. Biotop | 2310 Sandheiden mit Besenheide und Ginster auf Binnendünen            | 6.532       | k. A.                    | 24. August 2017 |
| 325486006-0409 | FFH-LRT und ges. gesch. Biotop | 2310 Sandheiden mit Besenheide und Ginster auf Binnendünen            | 3.876       | C                        | 4. Juli 2019    |
| 325486006-0421 | FFH-LRT und ges. gesch. Biotop | 2330 Offene Grasflächen mit Silbergras und Straußgras auf Binnendünen | 14.324      | C                        | 4. Juli 2019    |
| 325486006-0407 | FFH-LRT und ges. gesch. Biotop | 2330 Offene Grasflächen mit Silbergras und Straußgras auf Binnendünen | 3.763       | C                        | 4. Juli 2019    |
| 325486006-0406 | FFH-LRT und ges. gesch. Biotop | 2330 Offene Grasflächen mit Silbergras und Straußgras auf Binnendünen | 3.298       | B                        | 4. Juli 2019    |
| 325486008-0426 | FFH-LRT und ges. gesch. Biotop | 3150 Dystrophe Stillgewässer                                          | 1.228       | k. A.                    | 24. August 2017 |
| 325486006-0405 | FFH-LRT und ges. gesch. Biotop | 4010 Feuchte Heiden mit Glockenheide                                  | 1.111       | C                        | 4. Juli 2019    |
| 325486008-0408 | FFH-LRT und ges. gesch. Biotop | 6510 Magere Flachland-Mähwiesen                                       | 3.653       | C                        | 18. August 2017 |
| 325486006-0404 | FFH-LRT und ges. gesch. Biotop | 6230 Artenreiche Borstgrasrasen                                       | 1.316       | B                        | 4. Juli 2019    |
| 325486006-0411 | FFH-LRT und ges. gesch. Biotop | 7140 Übergangs- und Schwingrasenmoore                                 | 3.083       | B                        | 4. Juli 2019    |
| 325486006-0410 | FFH-LRT und ges. gesch. Biotop | 7140 Übergangs- und Schwingrasenmoore                                 | 1.682       | C                        | 4. Juli 2019    |
| 325486008-0416 | FFH-LRT und ges. gesch. Biotop | 7140 Übergangs- und Schwingrasenmoore                                 | 963         | B                        | 19. August 2017 |
| 325486008-0414 | FFH-LRT                        | 9190 Alte bodensaure Eichenwälder auf Sandebenen mit Stieleiche       | 21.800      | B                        | 19. August 2017 |
| 325486006-0422 | FFH-LRT                        | 9190 Alte bodensaure Eichenwälder auf Sandebenen mit Stieleiche       | 16.207      | k. A.                    | 5. Juli 2019    |
| 325486006-0423 | FFH-LRT und ges. gesch. Biotop | 9190 Alte bodensaure Eichenwälder auf Sandebenen mit Stieleiche       | 11.783      | k. A.                    | 5. Juli 2019    |
| 325486008-0413 | FFH-LRT und ges. gesch. Biotop | 9190 Alte bodensaure Eichenwälder auf Sandebenen mit Stieleiche       | 6.305       | B                        | 19. August 2017 |
| 325486008-0420 | FFH-LRT und ges. gesch. Biotop | 91D0 Moorwälder                                                       | 7.277       | C                        | 24. August 2017 |
| 325486008-0424 | ges. gesch. Biotop             | MDb Trockener sekundärer Moorwald                                     | 2.496       |                          | 24. August 2017 |
| 325486008-0419 | ges. gesch. Biotop             | WFm Mischwald, XBb Binnendüne                                         | 10.887      |                          | 24. August 2017 |
| 325486008-0418 | ges. gesch. Biotop             | WPs Pionierwald mit Später Traubenkirsche, XBb Binnendüne             | 2.101       |                          | 24. August 2017 |
| 325486006-0408 | ges. gesch. Biotop             | WFn Nadelholzforst, XBb Binnendüne                                    | 412.491     |                          | 5. Juli 2019    |
| 325486008-0425 | ges. gesch. Biotop             | WFn Nadelholzforst, XBb Binnendüne                                    | 15.899      |                          | 24. August 2017 |
| 325486006-0420 | ges. gesch. Biotop             | WFm Mischwald, XBb Binnendüne                                         | 34.125      |                          | 5. Juli 2019    |

## FFH-Maßnahmenkatalog
Der FFH-Maßnahmenkatalog im Managementplan führt neben den bereits durchgeführten Maßnahmen geplante Maßnahmen zur Erhaltung und Entwicklung der FFH-Lebensraumtypen im FFH-Gebiet an. Konkrete Empfehlungen sind in einer Maßnahmenkarte beschrieben. Die Maßnahmen sind zudem in neun Maßnahmenblättern beschrieben, die aber aus Datenschutzgründen nicht veröffentlicht werden, da sie Daten der Eigentümer enthalten. Eine solche Vorgehensweise ist sehr ungewöhnlich für Schleswig-Holstein. In der Regel werden solche Maßnahmenblätter in einer Form veröffentlicht, die die Daten von Privatpersonen schützen. Wie in den meisten FFH-Gebieten des Landes gibt es an den Zugängen und im Inneren der FFH-Gebiete für den Besucher keinerlei Hinweise oder nähere Informationen zum FFH-Gebiet.

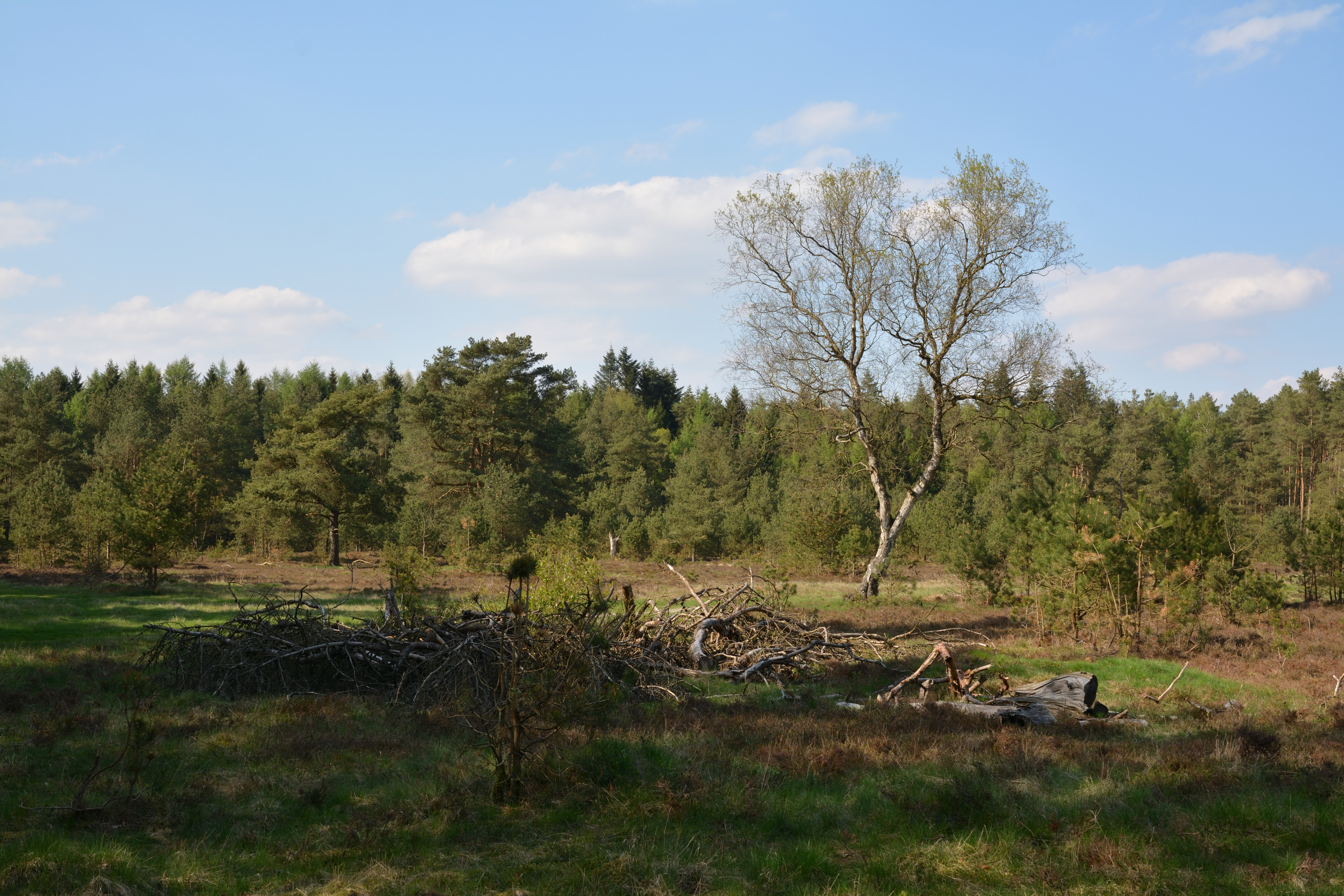
Liegendes Totholz im Teilgebiet Kattsheide

In den 1990er Jahren wurden die Heideflächen im Zentrum des Teilgebietes Kattsheide durch den damaligen Eigentümer regelmäßig gemäht, um die Landschaft offen zu halten, und das Mähgut wurde aus dem Gebiet entfernt, um anspruchsloseren Pflanzen die Möglichkeit zur Entwicklung zu geben.
Dies wurde in der Folge unterlassen, was zu einer starken Verbuschung der Heide geführt hat. Die Maßnahmenkarte gibt einen Hinweis darauf, dass diese Maßnahme wieder stellenweise eingeführt werden soll.
Ein weiterer Schwerpunkt soll die Waldentwicklung in beiden Teilgebieten sein:
- Erhöhung des Totholzanteils
- Erhöhung des Laubwaldanteils im Teilgebiet Kattsheide
- Auslichtung der überalterten Eichenbestände
- Zurückdrängung der invasiven Art Spätblühende Traubenkirsche

Über den Stand der Maßnahmen gibt es keine Veröffentlichungen.

## FFH-Erfolgskontrolle und Monitoring der Maßnahmen
Eine FFH-Erfolgskontrolle und Monitoring der Maßnahmen findet in Schleswig-Holstein alle sechs Jahre statt. Die Ergebnisse des letzten Folgemonitorings wurden am 3. November 2006 in einem Textbeitrag veröffentlicht. Neuere Daten liegen nicht vor (Stand Dezember 2021).